# 鈴丸れいじ
鈴丸 れいじ（すずまる れいじ）は、日本の漫画家。代表作は『地獄恋 LOVE in the HELL』、『茶子と穂乃花 -分裂細胞ナルキッソス-』、『あえじゅま様の学校』。

## 経歴
講談社で漫画家デビュー。
1999年、『ミスターマガジン』（講談社）にて『モンキーアタック』を連載。
連載終了後、実話誌でエログロものを描く。
2010 - 2011年、『漫画アクション』（双葉社）にて『みんな自分ちのネコがいちばんカワイイと思ってるんでしょ?』を連載。
2012 - 2013年、『WEBコミックハイ!』（双葉社）にて『地獄恋 LOVE in the HELL』を連載。連載終了後、電子書籍で1巻を99円としたところ、2014年上半期のKindle本ランキングで4位にランクインした。
2015 - 2016年、『地獄恋 LOVE in the HELL』の続編『地獄恋II LOVE in the HELL」をKindleで連載。更にその続編がKindleの「漫画アクション無料連載版」にて連載される。（コミックスのタイトルは『地獄恋 DEATH LIFE』）
2016 - 2017年、『毒りんごcomic』（双葉社）にて『茶子と穂乃花 -分裂細胞ナルキッソス-』を連載。
2017年9月2日から2018年6月30日まで『少年ジャンプ+』（集英社）にて『あえじゅま様の学校』を連載。
宇都宮メディア・アーツ専門学校のデジタル漫画演習担当教官としても活動。

## 作品リスト
- モンキーアタック（「蔵本たいち」名義）（『ミスターマガジン』連載、講談社、1999年9月、全1巻、ISBN 4-06-328246-5）
- みんな自分ちのネコがいちばんカワイイと思ってるんでしょ?（「むらさきまこと」名義）（『漫画アクション』連載、双葉社）
  1. 2010年5月、ISBN 978-4-575-83772-8
  2. 2010年10月、ISBN 978-4-575-83828-2
  3. 2011年2月、ISBN 978-4-575-83874-9

  - 猫道（2011年8月、ISBN 978-4-575-83952-4）
- 地獄恋 LOVE in the HELL[注釈 1]（『WEBコミックハイ!』連載、双葉社、全3巻）
  1. 2012年3月、ISBN 978-4-575-84046-9
  2. 2012年9月、ISBN 978-4-575-84131-2
  3. 2013年3月、ISBN 978-4-575-84205-0
- 地獄恋 DEATH LIFE（Kindle連載、双葉社）
「地獄恋 LOVE in the HELL」の続編。Kindle連載していた「地獄恋II LOVE in the HELL」のタイトルを変更して書籍化された。
  1. 2015年9月、ISBN 978-4-575-84696-6
  2. 2016年10月、電子書籍でのみ発売
- 茶子と穂乃花 -分裂細胞ナルキッソス-[注釈 2]（『毒りんごcomic』連載、双葉社）
  1. 2017年2月、ISBN 978-4-575-84930-1、1 - 8話収録

電子版、分冊版は全16巻（2016年3月 - 2017年6月）
  1. 2016年7月、1-4話収録
  2. 2016年11月、5-8話収録
  3. 2017年3月、9-12話収録
  4. 2017年8月、13-16話収録
- あえじゅま様の学校（『少年ジャンプ＋』連載、集英社、2017年9月2日 - 2018年6月30日）[4]、全3巻
  1. 2017年12月4日発売、ISBN 978-4-08-881401-8
  2. 2018年4月4日発売、ISBN 978-4-08-881350-9
  3. 2018年7月4日発売、ISBN 978-4-08-881524-4
- 悪鬼のウイルス（原作：二宮敦人、『comicコロナ』連載、TOブックス、2020年9月21日 - ）
  1. 2020年10月15日発売[5]、ISBN 978-4-86699-068-2
  2. 2021年8月2日発売、ISBN 978-4-86699-292-1

## インタビュー
- 2015年9月 ねとらぼ　「ようこそ地獄へ　鈴丸れいじは「地獄恋」でなぜ日常を描くのか」[1]